# Helge Jordal
Helge Jordal (ur. 17 lutego 1946 w Bergen) – norweski aktor filmowy.

## Wybrana filmografia
- 1991: O królu w niedźwiedzia zaklętym jako Szatan
- 1998: Dzieci szklarza
- 1998: Tylko chmury poruszają gwiazdy

## Nagrody i odznaczenia
- 1985: Nagroda Amanda dla najlepszego aktora płci męskiej za rolę w filmie Pas Oriona (norw. Orions belte)[1]
- 1989: Nagroda Amanda - Nagroda Honorowa
- 2006: Order Świętego Olafa[2][3]